# Sharpe diadala
A Sharpe diadala (Sharpe's Triumph) Bernard Cornwell Sharpe sorozatának második (kronológiailag) könyve. A cselekmény Indiában zajlik és Sharpe első tiszti kalandjairól szól. A könyv először az Egyesült Királyságban jelent meg 1998. február 26-án a Harper Collins kiadó gondozásában. Magyarországon 2006. november 3-án a Gold Book kiadó adta ki.
|  | Alább a cselekmény részletei következnek! |

## Történet
Richard Sharpe a véres széringapatami ostrom és az őrmesteri stráfok elnyerése óta eltelt négy évben békésen élt. Viszonylag könnyű élete azonban brutális véget ér, amikor egyszer csak egyetlen túlélője lesz William Dodd őrnagy, a Brit Kelet-indiai Társaságtól a marátha szövetség zsoldosseregébe átállt, hidegvérű angol dezertőr alattomos támadásának.
Sharpe bosszút esküszik a chasalgaoni erőd véráztatta udvarán, még ha a kontinens legtávolabbi sarkába kell is követnie a köpönyegforgató Doddot. Küldetése során mélyen behatol az ellenség hátországába, ahol már nem érvényesek a hadviselés kölcsönösen elfogadott szabályai, ahol a pénzért adott és vett hűség veszélyes bizonytalanságot teremt, s ahol Sharpe-nak egyszerre kell óvakodnia ellenség és barát támadásaitól.
Az árulás nyomai végül egy kis faluhoz, Osszijához vezetnek, ahol Sharpe és társai csatlakoznak Sir Arthur Wellesley – a későbbi Wellington herceg – seregéhez, hogy megütközzenek a marátha szövetség óriási fegyveres hordáival. A túlerővel szembenéző Wellesley bátran kihasznál egy váratlanul adódó lehetőséget, és csatába vezeti kicsiny seregét, megalapozva ezzel életre szóló hírnevét. A véres összecsapásban Sharpe is kitünteti magát – ám előbb túl kell élnie a mészárlást, hogy elbeszélhesse a század egyik legnagyobb csatájának történetét.

## Szereplők
- Richard Sharpe őrmester, majd zászlós – főhős.
- Sir Arthur Wellesley – a brit és szövetséges erők dél-közép-indiai parancsnoka, az osszijai csata vezénylő tábornoka
- Obadiah Hakeswill őrmester
- Simone Joubert – a francia Joubert felesége
- McCandless – a Brit Kelet-indiai Társaság szolgálatában álló skót ezredes, aki William Dodd-ot keresi
- Anthony Pohlmann ezredes – hannoveri születésű tiszt, aki eredetileg a Brit Kelet-indiai Társaságban szolgált. Átállását követően Scindia hadseregének a parancsnoka.
- William Dodd – az áruló ezredes, a scindiai hadsereg különleges egységének, a Kobráknak a parancsnoka
- Scindia – indiai fejedelem, akinek Dodd szolgál

|  | Itt a vége a cselekmény részletezésének! |

## Magyarul
- Sharpe diadala. Richard Sharpe és az osszijai csata, 1803. szeptember; ford. Sándor Zoltán; Gold Book, Debrecen, 2006